# Maze Craze
Maze Craze: A Game of Cops and Robbers és un cartutx de 4K per l'Atari Video Computer System (posteriorment anomenada Atari 2600) desenvolupat per Rick Maurer i publicat per Atari, Inc. el 1978. A Maze Craze, dos jugadors competeixen per ser els primers a escapar d'un laberint generat aleatòriament de dalt a baix. Una sèrie de variacions de joc fan que el joc sigui més interessant. Tot i que principalment és un joc de dos jugadors, qualsevol de les variacions que no impliquin interacció amb el segon jugador es pot jugar sol. Sears va canviar el nom de Maze Craze a Maze Mania per al seu sistema Tele-Games.